# SM UB-58
SM UB-58 – niemiecki okręt podwodny z okresu I wojny światowej, jedna z 96 zbudowanych jednostek typu UB III.
Okręt miał wyporność 516 ton w położeniu nawodnym i 646 ton pod wodą, a jego główną bronią było 10 torped o kalibrze 500 mm wystrzeliwanych z pięciu wyrzutni. Napędzana silnikami wysokoprężnymi i elektrycznymi jednostka rozwijała prędkość 13,4 węzła na powierzchni i 7,8 węzła w zanurzeniu, osiągając zasięg nawodny wynoszący 9020 Mm przy prędkości 6 węzłów (i 55 Mm przy prędkości 4 węzłów pod wodą).
UB-58 został zwodowany 5 lipca 1917 roku w stoczni AG Weser w Bremie, a do służby w Kaiserliche Marine wcielono go 10 sierpnia 1917 roku. W czasie służby operacyjnej we Flotylli Flandria odbył sześć patroli bojowych, podczas których zatopił osiem statków o łącznej pojemności 8198 BRT. SM UB-58 zatonął 10 marca 1918 roku po wejściu na minę w Cieśninie Kaletańskiej.

## Projekt i budowa
Wydane w kwietniu 1915 roku przez Inspektorat U-Bootów memorandum wzywało kierownictwo Cesarskiej Marynarki Wojennej do zaprojektowania i budowy uproszczonego typu okrętu podwodnego, który miał zostać wykorzystany w działaniach blokadowych Wielkiej Brytanii. Budowa dużych, oceanicznych okrętów podwodnych trwała zbyt wiele czasu, podobnie jak produkcja używanych do ich napędu silników wysokoprężnych o dużej mocy. Konsekwencją był duży niedobór jednostek tej klasy w niemieckiej flocie. Wznowienie na początku 1916 roku nieograniczonej wojny podwodnej sprawiło, że konieczne stało się opracowanie średniej wielkości okrętu podwodnego uzbrojonego w torpedy, który można było szybko zbudować. Przybrzeżne okręty typu UB II były zbyt słabo uzbrojone i miały niewystarczający zasięg, przez co ich użycie ograniczone było przeważnie do wód Morza Północnego i kanału La Manche, natomiast nowo projektowane torpedowe okręty podwodne musiały być zdolne do operowania wokół Wysp Brytyjskich i na Morzu Śródziemnym. Zrezygnowano z wcześniejszego schematu prostych jednostek jednokadłubowych z zewnętrznymi zbiornikami balastowymi na rzecz konstrukcji dwukadłubowej.
Projekt nowego okrętu podwodnego średniej wielkości oparto na konstrukcji udanych podwodnych stawiaczy min typu UC II. Dziobowej części okrętu nadano nowy profil, a szyby minowe zastąpiono przedziałem torpedowym z czterema wewnętrznymi wyrzutniami torped; powiększono również wyposażony w dwa peryskopy kiosk. Znacznie zwiększono moc silników spalinowych i elektrycznych, jak i pojemność zbiorników paliwa, jednak odbyło się to kosztem zmniejszenia o 40% wielkości baterii akumulatorów i o blisko 30% ich pojemności w stosunku do SM U-16, przez co spadła prędkość podwodna i zasięg. Okręty charakteryzowały się doskonałą manewrowością i krótkim czasem zanurzania, wynoszącym 30 sekund. Budowa okrętów o nadanym przez Inspektorat U-Bootów numerze projektu 44, zwanych później typem UB III, miała rozpocząć się po zrealizowaniu przez stocznie kontraktów na budowę jednostek typu UB II i UC II, czyli najwcześniej wiosną 1917 roku.
SM UB-58 zamówiony został 20 maja 1916 roku jako jednostka z liczącej 24 jednostki I serii okrętów typu UB III . Powstał w stoczni AG Weser w Bremie jako jeden z 36 okrętów typu UB III zbudowanych w tej wytwórni . UB-58 otrzymał numer stoczniowy 270 (Werk 270)  . Stępkę okrętu położono 13 września 1916 roku , a zwodowany został 5 lipca 1917 roku.

## Dane taktyczno-techniczne

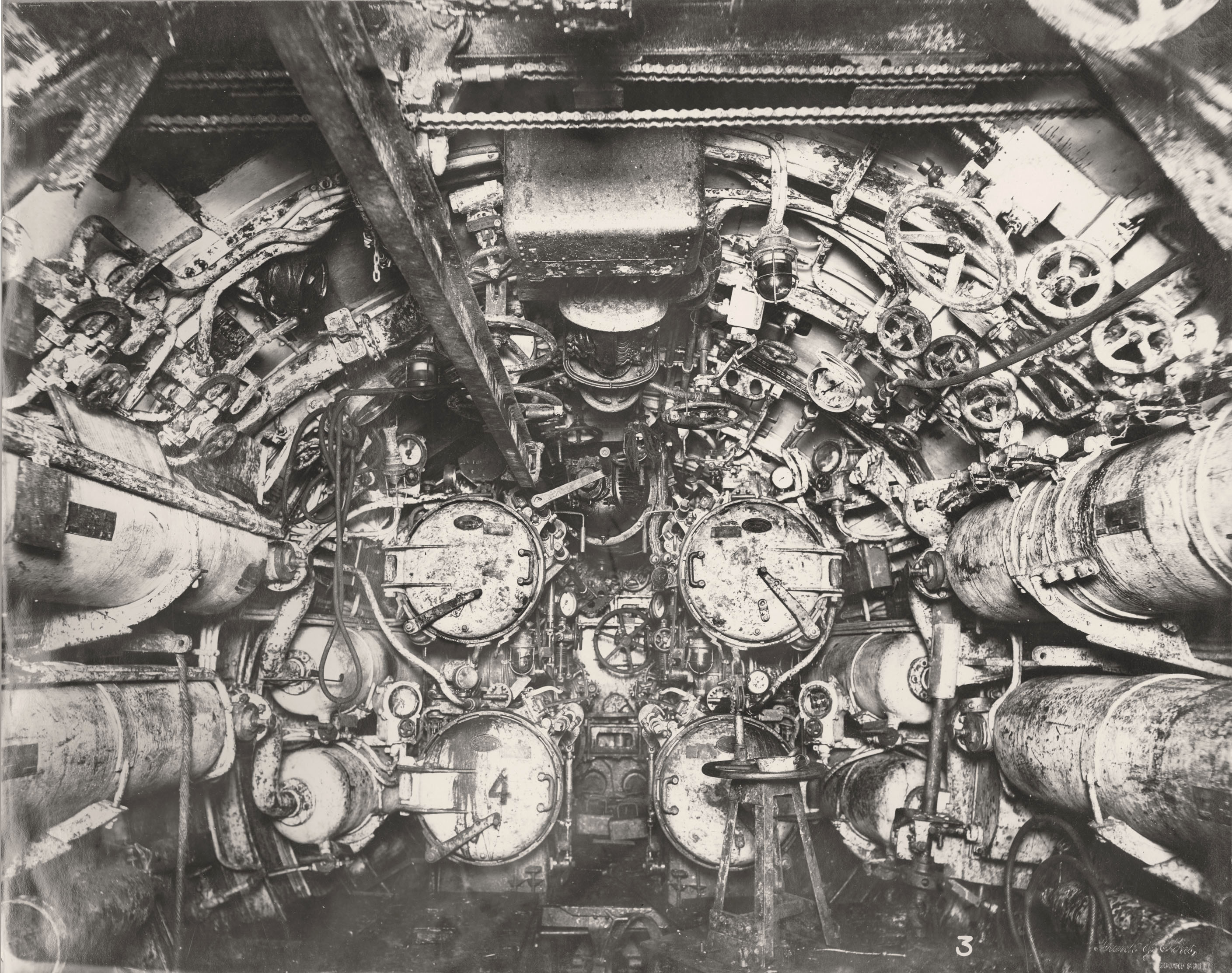
Wnętrze przedziału torpedowego siostrzanego okrętu SM UB-110

SM UB-58 był średniej wielkości okrętem podwodnym o konstrukcji dwukadłubowej. Długość całkowita wynosiła 55,85 metra, szerokość 5,8 metra i zanurzenie 3,72 metra. Kadłub sztywny miał 40,1 metra długości i 3,9 metra szerokości . Podzielony był grodziami na następujące przedziały (od dziobu): przedział torpedowy, pomieszczenia załogi, centrala, pomieszczenia załogi, przedział silników spalinowych, przedział silników elektrycznych oraz rufowy przedział torpedowy. Wysokość (od stępki do szczytu kiosku) wynosiła 8,25 metra . Dziób jednostki przystosowany był do przecinania sieci przeciwpodwodnych. Wyporność w położeniu nawodnym wynosiła 516 ton, a w zanurzeniu 646 ton.
Okręt napędzany był na powierzchni przez dwa 6-cylindrowe, czterosuwowe silniki wysokoprężne Körting o łącznej mocy 780 kW (1060 KM) przy 450 obr./min, zaś pod wodą poruszał się dzięki dwóm silnikom elektrycznym SSW o łącznej mocy 580 kW (788 KM) przy 362 obr./min. Dwa wały napędowe obracały dwie śruby o średnicy 1,4 metra każda. Jednostka wyposażona była w dwa stery kierunku i dwa podwójne stery głębokości. Okręt osiągał prędkość 13,4 węzła na powierzchni i 7,8 węzła w zanurzeniu. Zasięg wynosił 9020 Mm przy prędkości 6 węzłów w położeniu nawodnym oraz 55 Mm przy prędkości 4 węzłów pod wodą. Zbiorniki mieściły 75 ton paliwa , a energia elektryczna magazynowana była w dwóch bateriach akumulatorów po 62 ogniwa, zlokalizowanych pod przednim i tylnym pomieszczeniem mieszkalnym załogi. Dopuszczalna głębokość zanurzenia wynosiła 50 metrów , zaś czas wykonania manewru zanurzenia 30 sekund.
Głównym uzbrojeniem okrętu było pięć wewnętrznych wyrzutni torped kalibru 500 mm: cztery dziobowe i jedna na rufie, z łącznym zapasem 10 torped. Broń artyleryjską stanowiło umieszczone przed kioskiem działo pokładowe kalibru 8,8 cm TK C/08 L/30, z zapasem amunicji wynoszącym od 160 do 296 naboi . Okręt wyposażony był w dwa peryskopy: wachtowy i bojowy. Wyposażenie ratownicze stanowiła umieszczona na pokładzie łódź ratunkowa.
Załoga okrętu składała się z trzech oficerów oraz 31 podoficerów i marynarzy.

## Służba

### 1917 rok
SM UB-58 został wcielony do służby w Kaiserliche Marine 10 sierpnia 1917 roku . Dowództwo okrętu objął por. mar. (niem. Oberleutnant zur See) Werner Fürbringer, dowodzący wcześniej UB-2, UB-17, UB-39, UC-70 i UC-17 . Po okresie szkolenia U-Boot 15 października wszedł w skład Flotylli Flandria (niem. U-Flottille Flandern) .
13 października na północ od Dogger Bank UB-58 zatopił dwa neutralne żaglowce: zbudowany w 1868 roku norweski „Bethel” o pojemności 257 BRT, płynący z Holmestrand do West Hartlepool z ładunkiem stempli kopalnianych (na pozycji 56°08′N 0°58′E/56,133333 0,966667, nikt nie zginął) i pochodzący z 1875 roku szwedzki drewniany bark „Esmeralda” (830 BRT), również przewożący stemple kopalniane z Holmestrand do Newcastle upon Tyne, zatrzymany i po ewakuacji załogi zatopiony ogniem artyleryjskim  .
16 listopada por. mar. Werner Fürbringer otrzymał awans na stopień kpt. mar. (niem. Kapitänleutnant) . 19 listopada w odległości 30 Mm na północny zachód od latarni morskiej Les Hanois załoga U-Boota zatrzymała i po zejściu załogi zatopiła za pomocą ładunków wybuchowych zbudowany w 1867 roku brytyjski drewniany szkuner „Minnie Coles” o pojemności 116 BRT, transportujący ładunek smoły z Plymouth do Saint-Malo  .
19 grudnia w odległości 9 Mm na południowy zachód od Eddystone Rocks okręt podwodny zatopił w ataku torpedowym zbudowany w 1907 roku francuski parowiec „Saint Andre” o pojemności 2457 BRT, przewożący puste beczki z Rouen do Algieru . 22 grudnia w odległości 23 Mm na południowy zachód od latarni morskiej Portland Bill UB-58 storpedował bez ostrzeżenia i zatopił zbudowany w 1900 roku uzbrojony brytyjski parowiec „Clan Cameron” o pojemności 3595 BRT, płynący w konwoju HL-15 z ładunkiem herbaty i juty z Chittagongu do Londynu (obyło się bez strat w ludziach)  . Tego dnia w odległości 4 Mm na południe od St Alban’s Head U-Boot zatopił też zbudowany w 1896 roku norweski parowiec „Start” (728 BRT), płynący z ładunkiem węgla ze Swansea do Rouen (na pozycji 50°31′N 2°04′W/50,516667 -2,066667, w wyniku ataku na pokładzie zginęło 12 członków załogi) .

### 1918 rok
Na początku 1918 roku niemieckie siły podwodne przeszły reorganizację, w wyniku której Flotylla Flandria została podzielona na dwie części: I Flotyllę Flandria (I. U-Flottille Flandern) i II Flotyllę Flandria (II. U-Flottille Flandern), a UB-58 znalazł się w składzie tej pierwszej .
26 stycznia w odległości 15 Mm na północ od Cherbourga U-Boot zatrzymał i po ewakuacji załogi zatopił za pomocą ładunków wybuchowych zbudowany w 1882 roku brytyjski drewniany szkuner „Louie Bell” (118 BRT), płynący z ładunkiem krzemienia z Le Tréport do Runcorn (na pozycji 49°53′N 1°44′W/49,883333 -1,733333)  . Dwa dni później w odległości 8 Mm na południowy wschód od latarni morskiej Portland Bill załoga UB-58 zatrzymała i po zejściu załogi zatopiła ładunkami wybuchowymi zbudowany w 1885 roku brytyjski drewniany kecz „W.H.L.”, płynący pod balastem z Cherbourga do Shoreham-by-Sea  .
8 lutego nastąpiła zmiana dowódcy okrętu – kpt. mar. Werner Fürbringer został zastąpiony przez por. mar. Wernera Löwe, dowodzącego uprzednio UC-6, UC-79 i UC-78 .
10 marca 1918 roku w Cieśninie Kaletańskiej SM UB-58 wszedł na minę i zatonął wraz z całą, liczącą 35 osób załogą na pozycji 51°00′N 1°19′E/51,000000 1,316667 .

## Podsumowanie działalności bojowej
W latach 1917–1918 SM UB-58 odbył łącznie sześć patroli bojowych, podczas których za pomocą torped, artylerii oraz ładunków wybuchowych zatopił osiem statków o łącznej pojemności 8198 BRT . Na pokładach zatopionych jednostek zginęło co najmniej 12 osób – wszystkie na norweskim parowcu „Start”  . Pełne zestawienie bojowych osiągnięć okrętu przedstawia poniższa tabela :
| Data                 | Nazwa          | Państwo         | Tonaż      | Los jednostki |
| -------------------- | -------------- | --------------- | ---------- | ------------- |
| 13 października 1917 | „Bethel”       | Norwegia        | 257        | zatopiony     |
| 13 października 1917 | „Esmeralda”    | Szwecja         | 830        | zatopiony     |
| 19 listopada 1917    | „Minnie Coles” | Wielka Brytania | 116        | zatopiony     |
| 19 grudnia 1917      | „Saint Andre”  | Francja         | 2457       | zatopiony     |
| 22 grudnia 1917      | „Clan Cameron” | Wielka Brytania | 3595       | zatopiony     |
| 22 grudnia 1917      | „Start”        | Norwegia        | 728        | zatopiony     |
| 26 stycznia 1918     | „Louie Bell”   | Wielka Brytania | 118        | zatopiony     |
| 28 stycznia 1918     | „W.H.L.”       | Wielka Brytania | 97         | zatopiony     |
| RAZEM                | RAZEM          | zatopione:      | zatopione: | 8             |